# Periplaneta caudata
Periplaneta caudata es una especie de cucaracha perteneciente al género Periplaneta, categorizada en la familia Blattidae, orden Blattodea.

Fue descrita por primera vez en 1969 por Bei-Bienko. Aparece registrada y publicada en una sección de New genera and species of cockroaches (Blattoptera) from tropical and subtropical Asia. Entomologicheskoe Obozrenie, 48(4), p. 831–862 de 1969.

## Distribución
La especie se distribuye por Asia, en China.